# Jeršanovo
Jeršanovo je naselje v Občini Bloke.
Pred drugo svetovno vojno je tu bila manjša naselbina, ki je imela dostop z vozom po občinski cesti II. reda, ki se odcepi od občinske ceste I. reda Malni - Sv. Trojica.Večina prebivalstva se je ukvarjala z kmetijstvom in živinorejo ter prodajo prašičev, jajc in lesa v Martinjak.
Leta 1995 je Jeršanovo imelo 23 prebivalcev.
Gre za gručasto naselje v severozahodnem delu Bloške planote, leži v zgornjem, povirnem delu Cerkniščice(Gradaščica). Vas obdajajo bukovi in jelovi gozdovi, zemlja pa je peščena in slabo rodovitna.